# Munkebrostene
Munkebrostene (auch Großsteingrab Kurrebrogård) ist der Name einer megalithischen Grabanlage der jungsteinzeitlichen Nordgruppe der Trichterbecherkultur im Kirchspiel Valby in der dänischen Kommune Gribskov.

## Lage
Das Grab liegt südlich von Valby auf einem Feld. In der näheren Umgebung gibt bzw. gab es mehrere weitere megalithische Grabanlagen. Erhalten sind die sieben etwa 860 m südöstlich gelegenen Langdysser im Valby Hegn.

## Forschungsgeschichte
Mitarbeiter des Dänischen Nationalmuseums führten in den Jahren 1886 und 1942 Dokumentationen der Fundstelle durch. Eine weitere Dokumentation erfolgte 1989 durch Mitarbeiter der Forst- und Naturbehörde.

## Beschreibung
Die Anlage besitzt eine rechteckige Hügelschüttung, über deren Größe und Orientierung unterschiedliche Angaben vorliegen. 1886 wurde ein nordnordost-südsüdwestlich orientierter Hügel festgestellt, der eine Länge von 48,5 m, eine Breite von 8 m und eine Höhe von 0,5 m aufweist. Im Bericht von 1942 ist hingegen von einem nord-südlich orientierten Hügel mit einer Länge von 56 m, einer Breite von 11 m und einer Höhe von 0,5 m die Rede. Von der Umfassung konnten 1886 und 1942 noch 35 Steine festgestellt werden: zwei an der nördlichen und drei an der südlichen Schmalseite sowie 18 an der westlichen und zwölf an der östlichen Langseite. 1989 wurden zwei Umfassungssteine der Westseite und einer der Südseite nicht mehr aufgefunden. Der größte Umfassungsstein steht an der Südseite und hat eine Höhe von 2,1 m. Die anderen Steine sind bis zu 1,75 m hoch. Die Steine im Osten und Süden sind regelmäßiger geformt und deutlich größer als die im Westen.
Im Hügel befinden sich zwei Grabkammern. Die erste liegt 8 m vom nördlichen Ende des Hügel entfernt. Sie ist ost-westlich orientiert und als Polygonaldolmen anzusprechen. Die Kammer hat einen sechseckigen Grundriss, eine Länge von 2,2 m und eine Breite von 1,1 m. Sie besteht aus fünf Wandsteinen, von denen einer nur im unteren Teil erhalten ist. Der Deckstein fehlt. An der offenen Westseite der Kammer befindet sich ein Schwellenstein. Ihm vorgelagert ist ein kleiner Gang, der aus einem Wandsteinpaar besteht.
Die zweite Grabkammer befindet sich 12 m vom südlichen Ende des Hügels entfernt. Sie ist nordnordost-südsüdwestlich orientiert und als Urdolmen anzusprechen. Die Kammer hat einen annähernd rechteckigen Grundriss, eine Länge von 1,8 m, eine Breite zwischen 0,7 m und 0,9 m und eine Höhe von 1,2 m. Sie besteht aus je einem größeren Wandstein an den Langseiten und je einem kleineren Abschlussstein an den Schmalseiten. Auch hier fehlt der Deckstein.